# Изреель
Изреель («Богом насаждённый»; «Бог посеет»), также Иезреиль и Изреэль (др.-евр. יזרעאל‬), — ветхозаветный крупный ханаанейский город, давший название всей долине. При дележе Ханаана достался Иccaxapовy колену. Позднее стал второй резиденцией царя Северного Израильского царства Ахава. Древним грекам и римлянам был известен под названием Ездрилон («Божие семя»; «Божье се́яние»). Позднее палестинское селение Зераин, разрушенное в ходе Арабо-израильской войны (1947—1949). Ныне археологический объект в северном Израиле.
Фигурирует в пророчествах Осии (евр. Гошеа; VIII век до н. э.).

## Библейское повествование
Этот ханаанейский город при дележе Ханаана достался Иccaxapовy колену (Нав. 17:16; 19:18).

### Местонахождение
Упоминается между пограничными городами сынов Иссахара (Нав. 19:18). Был расположен на высоком холме, с прекрасными видами на обширную долину Изреельскую и окружающие её горы, как, например, Гелвуйские горы, Кармил, Фавор и др.
По имени этого города называлась и та равнина, которая тянется с юго-востока на северо-запад, длиною в восемь и шириной в 3—5 часов пути (Нав. 17:16; Суд. 6:33; Ос. 1:5); позднее равнина получает название «Большое поле Ездраелона, или Ездрелома» (Иудифь. 1:8). Кроме того, вся эта равнина или часть её иногда носит название — «Равнина Мегиддо» (2Пар. 35:22); позже, в эпоху римского владычества, её называют «Campus Legionis»; она также была известна в древности под названиями «Великое поле у Дофаима (евр. Дотаим)» (Иудифь. 4:5) или просто «Великая равнина» (1Мак. 12:50; Флавий, Древн., XII, 8, § 5 и др.). Арабами именовалась «Merdsch ibn-Amir». Знаменитый ещё в древности сирийско-египетский караванный путь пересекал южную часть Изреельской равнины.

### Описание
Здесь водится много дичи, а между животными едва ли не преобладают дикие собаки — потомки тех хищных животных, которыми был наполнен древний Изреель, даже двор царского дома, и которые упоминаются в истории ужасной кончины Иезавели и её мужа (4Цар. 9:36; 3Цар. 22:38).
Становится второй резиденцией царя Северного Израильского царства Ахава (Ахаба), который построил здесь роскошный дворец, развёл великолепные сады и воздвиг высокую дозорную башню, с которой открывался далекий вид на дорогу, ведущую к Иордану (1Цар. 18:45, 46; 1Цар. 21:1 и сл.; 2Цар. 9:17, 25). Во дворце был дом из слоновой кости (3Цар. 22:39).
Некогда Изреель был значительным городом; он был сильно укреплен стенами и башнями и имел своих старейшин и правителей (4Цар. 10:1); но он не упоминается уже в Библии после времён пророка Осии (евр. Гошеа), согласно с его пророчеством, в истории Ветхого Завета. Пророк Осия считает Изреель символом или знамением того грядущего события, которое должно привести к гибели всего Израильского царства в долине того же имени (Ос. 1:4 и сл.; Ос. 2:23 и сл.): «соберутся сыны Иудины и сыны Израилевы вместе, и поставят себе одну главу, и выйдут из земли переселения» (1:11).

### Персонажи

#### Иезавель
Известность города Изрееля, по мнению автора БЭАН, произошла от его близкой связи с историей царя Ахава, Иезавели (евр. Изебель), Илии и Навуфея. Там, через посредство царя Иегу, разразилась Божья кара над Изебелью и Иегорамом за их кровавые преследования пророков (2Пар. 22:6). Здесь погибла нечестивая Иезавель, жена Ахава (4Цар. 9:30—37). Близ города находился Иорам (евр. Иегорам), сын Ахава, в то время, когда Ииуй составил против него заговор (4Цар. 9:11—26).
Навуфей (евр. Набот), израильтянин из Изрееля, имея виноградник (наследство предков) возле дворца царя Ахава в Изрееле, отказался продать его царю. За исполнение желания безвольного царя взялась его жена Иезавель. По её приказу старейшины города назначили пост и народное собрание, во время которого лжесвидетели обвинили Навуфея, будто он хулил Бога и царя. Его вывели сейчас же за город и побили камнями насмерть. Ахав, извещённый о казни Навуфея, поспешил вступить во владение виноградником, но там его встретил пророк Илия с грозной обличительной речью, в которой он предсказал ему страшный конец его дома (3Цар. 21:1—29). По агаде, дух, который среди сонмов ангелов вызвался вовлечь Ахава в гибельную для него войну с арамейцами (см. Михаиегу), — был дух Навуфея.

#### Давид
Название встречается в истории Давида (1Цар. 25:43; 29:1, 11).

## Поздние упоминания
По свидетельству Иеронима, Изреель в его время (III век до н. э.) назывался Максимианополис, а у Флавия и в так называемом «Иерусалимском путеводителе» он называется: Страдела.
Гийом Тирский (XII век) указывает на него под названием Джеринум — название почти одинаковое с Зераин.

## XX век
К началу XX века на месте древнего города Изрееля находилась бедная деревушка у северо-западной подошвы горы Гильбоа, из 20 жалких полуразрушенных домов.